# Kolonia Agnieszki
Kolonia Agnieszki (bądź Kolonia Agnieszka; Agnieszka) – część Katowic, położona w północnym rejonie miasta, na obszarze dzielnicy Wełnowiec-Józefowiec, w rejonie ulic Bytkowskiej i Bytomskiej, nieopodal Parku Śląskiego.
Powstała jako kolonia robotnicza, założona w latach 40. XIX wieku dla pracowników huty cynku „Agnes”. Zakład ten pracował krótko, lecz kolonia Agnieszki w późniejszych latach zachowała swój pierwotny charakter. W 1924 roku część terenów kolonii włączono do gminy Wełnowiec, którą 1 kwietnia 1951 roku przyłączono do miasta Katowice. Miejscowość ta ma głównie charakter mieszkaniowy. 

## Historia
Kolonia Agnieszki została założona w latach 40. XIX wieku na pograniczu Dębu, Chorzowa i Bytkowa, na terenie gminy Dąb, a powstała ona dla pracowników huty cynku „Agnes”. Samą zaś hutę, składającą się z pojedynczej murowanej hali, założył w 1842 roku pochodzący z Dębu Josef Heintze, zaś trzy lata później właścicielem zakładu został inspektor hutniczy Chorzela (według Lecha Szarańca to Chorzela jest założycielem huty), a w 1847 roku Pringsheim. Zakład ten działał do 1858 roku, a w szczytowym okresie dawał 1,1% całej produkcji cynku na Górnym Śląsku.  
Sama zaś nazwa kolonii oraz huty pochodzi od nazwy wzgórza, na którym oba miejsca powstały. 
Kolonia po likwidacji huty „Agnes” nie utraciła przemysłowego charakteru ze względu na lokalizację w pobliskim Wełnowcu innych zakładów przemysłowych, w których pracowali mieszkańcy Agnieszki. Na krańcu kolonii Agnieszki funkcjonowały także kamieniołomy, a w samej kolonii także m.in. restauracja „Gasthaus zur Agneshütt”, której właścicielem był Josef Paul. W miejscu dawnej hali huty „Agnes” powstał szyb wydobywczy kopalni „Król” (później „Prezydent”) w Chorzowie. Kopalnia ta w latach 20. XX wieku postawiła także nieopodal, wzdłuż obecnej ulicy Agnieszki, kompleks sześciu dużych domów robotniczych.  
W 1859 roku w kolonii mieszkały 24 osoby. Dnia 18 sierpnia 1894 roku biskup wrocławski kard. Georg von Kopp wydał dekret ustanawiający rzymskokatolicką parafię w Dębie, do której miała należeć także kolonia Agnieszki. W późniejszym czasie kolonię przydzielono do erygowanej 1 sierpnia 1925 roku parafii św. Józefa Robotnika w Józefowcu. 

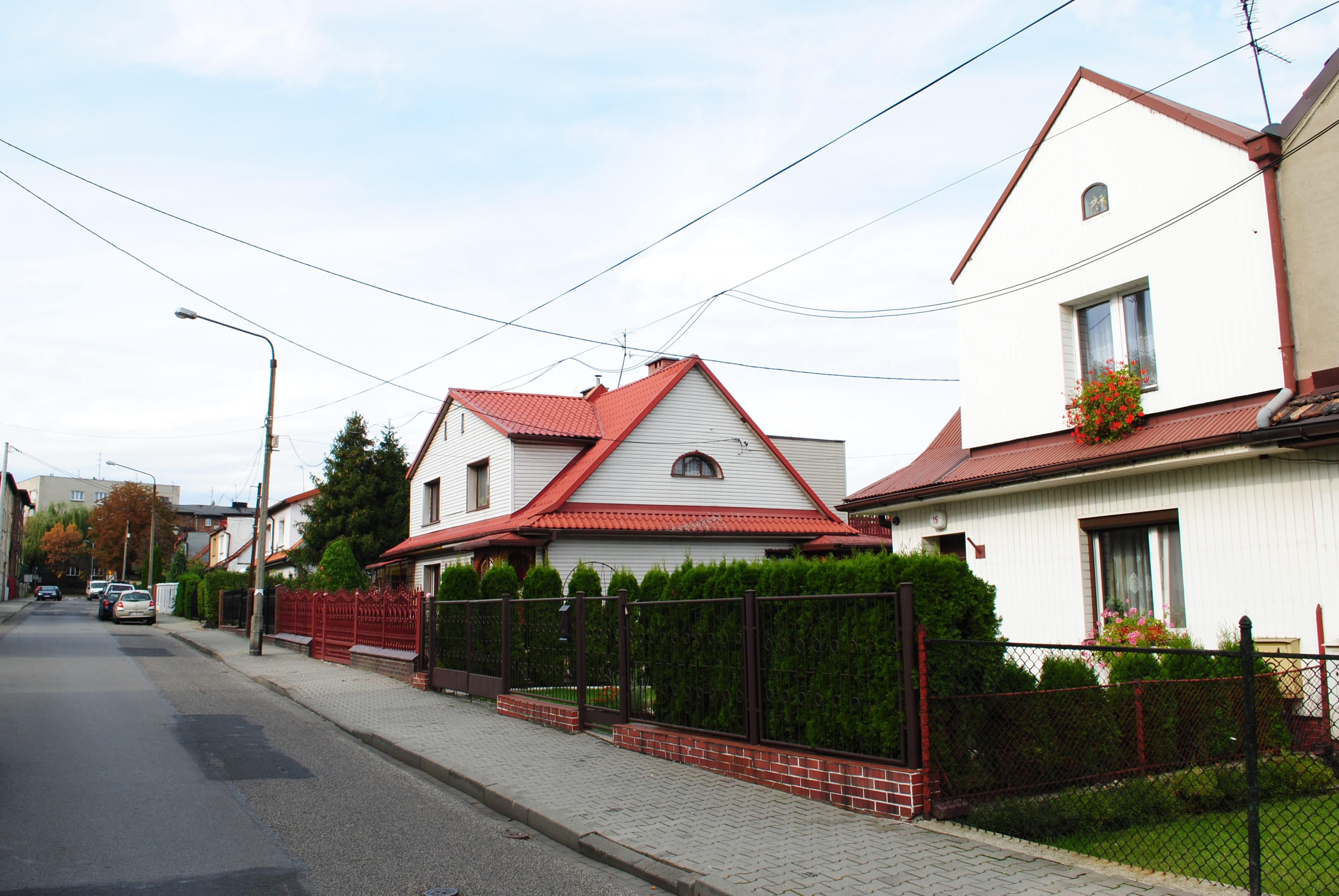
Fragment zespołu domów bliźniaczych z lat 20. i 30. XX wieku przy ulicy Bytomskiej

W okresie I powstania śląskiego w kolonii trwała krótka walka powstańców z oddziałem Grenzschutzu broniącym stacji transformatorowej (według Urszuli Rzewiczok w tym okresie powstańcy z Dębu zaatakowali stację transformatorową w Wełnowcu i dom noclegowy w kolonii Agnieszka). Podczas II powstania śląskiego w sierpniu 1920 roku kolonia Agnieszki była jednym z trzech punktów w gminie Dąb, gdzie odbywały się najcięższe walki. Dnia 15 października 1924 roku część terenów kolonii Agnieszki zostało przyłączonych wraz z sąsiednim Józefowcem do gminy Wełnowiec.  
W latach 20. i 30. XX wieku przy ulicy Bytomskiej w rejonie kolonii Agnieszka wybudowano domy bliźniacze. 
W latach międzywojennych intensywnie odbywało się nielegalne wydobywanie węgla kamiennego z biedaszybów, gdyż węgiel, będący tu dobrej jakości, zalegał na głębokości 20 metrów. Było ich w tamtym okresie około 300, a pracowało w nich około 3 tys. osób. Po 1935 roku liczba biedaszybów zaczęła spadać. Było ich wówczas zaledwie kilkadziesiąt, a wydobycie sięgało 6-7 ton na dobę.
W dniu 1 kwietnia 1951 cała gmina wraz z kolonią Agnieszki weszła w skład Katowic. W latach powojennych w rejonie kolonii zrealizowano szereg nowych inwestycji. W połowie lat 70. XX wieku powstały budynki mieszkalne wielorodzinne przy ulicy Bytkowskiej 68 i 70, w 2000 roku garaż wielopoziomowy przy ulicy Bytkowskiej 55, w 2012 roku budynek wielorodzinny przy ulicy Bytkowskiej 64, zaś w 2023 roku zespół dwóch czteropiętrowych budynków mieszkalnych przy ulicy Bytkowskiej wybudowanych przez spółkę Inwestycje CL.

## Charakterystyka

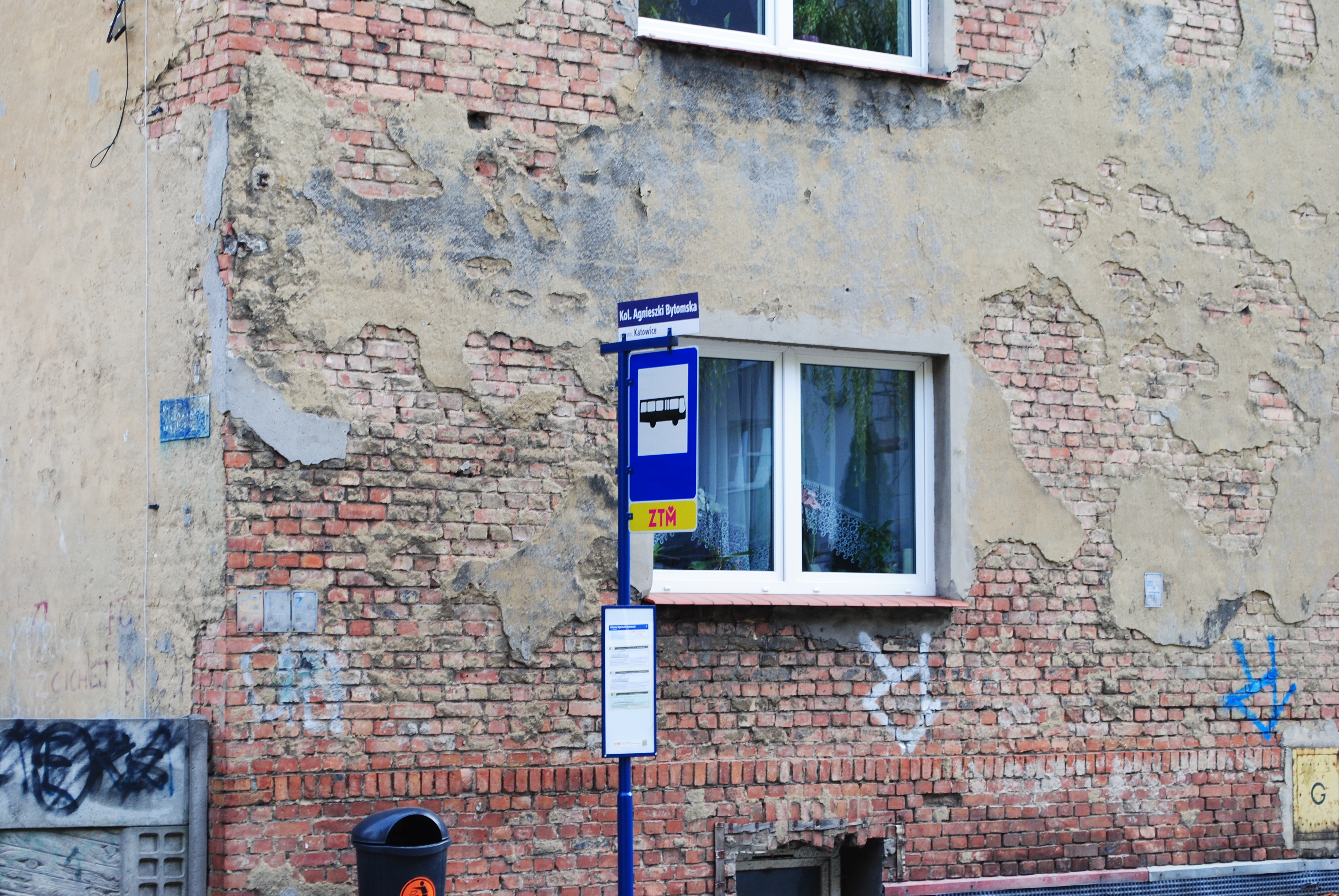
Przystanek autobusowy ZTM Kolonia Agnieszki Bytomska

Kolonia Agnieszki położona jest w północnej części Katowic, na obszarze dzielnicy Wełnowiec-Józefowiec, w rejonie ulicy Bytkowskiej na wysokości ulicy Bytomskiej. Tereny kolonii geologicznie położone są w niecce górnośląskiej wypełnionej utworami z górnego karbonu, zaś geomorfologicznie na Wzgórzach Chorzowskich. Miejscowość znajduje się w zlewni Rawy, sąsiaduje z Parkiem Śląskim po stronie zachodniej, zaś nieopodal na północny wschód od niej rozciąga się Lasek Alfreda.
Zabudowa kolonii Agnieszki pochodzi z różnych okresów historycznych, z czego dziewiętnastowieczna zabudowa zachowała się fragmentarycznie. Prawdopodobnie jedyną pozostałością po hucie „Agnes”, wokół której założono kolonię Agnieszki, jest dom przy ulicy Bytkowskiej 80. W rejonie kolonii znajdują się następujące historyczne obiekty:
- Zespół kolonii robotniczej z lat 20.-30. XX wieku – domy bliźniacze w stylu modernistycznym (ulice: Bytkowska, Bytomska, Walecznych, Jodłowa i Józefowska)[22],
- Familok w stylu historyzmu (ul. Bytkowska 84)[22],
- Kamienice w stylu historyzmu (ul. Bytkowska 65 i 72)[22].

Przebiegający przez tereny kolonii Agnieszki ciąg ulic Bytkowska – Agnieszki pełni funkcję jednych z głównych dróg w Katowicach. Przy ulicy Bytkowskiej 55 położony jest parking wielopoziomowy będący w zarządzie Katowickiej Spółdzielni Mieszkaniowej. W rejonie kolonii znajdują się dwa przystanki autobusowe obsługiwane przez Zarząd Transportu Metropolitalnego (ZTM): Kolonia Agnieszki Bytomska i Kolonia Agnieszki Promienna.
Według stanu z 2023 roku, w rejonie kolonii przy ulicy Bytomskiej 8a siedzibę ma Oddział Żłobka Miejskiego w Katowicach oraz Filia nr 6 Miejskiej Biblioteki Publicznej w Katowicach, zaś przy ulicy Bytomskiej 8b Miejskie Przedszkole Nr 82 im. Dzieci z Leszczynowej Górki w Katowicach.
Wierny rzymskokatoliccy z kolonii Agnieszki przynależą do józefowieckiej parafii św. Józefa Robotnika.

## Galeria
| - Budynki wielorodzinne przy ulicy Bytkowskiej 68 i 70 - Fragment ulicy Bytkowskiej w rejonie kolonii Agnieszki - Fragment historycznej zabudowy w rejonie ulicy Bytkowskiej 68 - Historyczna zabudowa w rejonie ulicy Bytkowskiej 65, 63 i 61 |